# ثلاثية فيثاغورس

مبرهنة فيثاغورس، a^{2} + b^{2} = c^{2}.

تتألف ثلاثية فيثاغورس من الأعداد الصحيحة a و b و c حيث a2 + b2 = c2.
تكتب الثلاثية على الشكل (a, b, c) ومن الأمثلة الشهيرة عليها هي (5, 4, 3). إذا كانت (a, b, c) هي ثلاثية فيثاغورسية فإن (ka, kb, kc) من أجل أي عدد صحيح k تكون أيضاً ثلاثية فيثاغورسية. تكون الأعداد المشكلة لثلاثية فيثاغورس a, b و c أولية فيما بينها.
تم أخذ الاسم من مبرهنة فيثاغورس حيث تكون كل ثلاثية فيثاغورس حلاً لمبرهنة فيثاغورس.

## أمثلة
هناك ست عشر ثلاثية فيثاغورس حيث c ≤ 100:
| (3, 4, 5)    | (5, 12, 13)  | (8, 15, 17)  | (7, 24, 25)  |
| (20, 21, 29) | (12, 35, 37) | (9, 40, 41)  | (28, 45, 53) |
| (11, 60, 61) | (16, 63, 65) | (33, 56, 65) | (48, 55, 73) |
| (13, 84, 85) | (36, 77, 85) | (39, 80, 89) | (65, 72, 97) |